# Кенасса в Симферополе
Симферо́польская кена́сса — культовое сооружение караимов в Симферополе, памятник архитектуры конца XIX века.
Построена на улице Караимской (с 1955 по 1990 годы называлась улицей Пархоменко, а на момент строительства Старопочтовой), рядом со старым зданием кенассы в 1891—1896 годах по причине увеличения численности караимской общины, на средства самой общины. Наибольший вклад при этом сделали А. Я. Прик, А. И. Пастак, Д. С. Черкез, Каракоз, Д. Е. Сарибан, Я. А. Хаджи, Ю. М. Шапшал и другие. Здание решено в эклектическом духе, сочетая мавританский, византийский и готический стили.

## История создания
К 80-м годам XIX века караимское общество Симферополя значительно окрепло, стало богаче материально, появилась возможность приобрести новый участок земли и приступить к строительству нового здания кенассы. В феврале 1889 года караимы Симферополя обратились к Таврическому губернатору с письмом, в котором говорилось: 
В Симферополе нет специального здания для караимского молельного дома, оно помещается в частном доме. Теперь мы имеем возможность приобрести у Шишмана Абрама Осиповича участок земли площадью 160 квадратных сажень за 1500 рублей. Просим разрешение на приобретение этого участка земли.
26 марта 1891 года на имя гахама было получено разрешение Таврического губернского правления, в котором до сведения ходатаев, в частности, доводилось:
К постройке в Симферополе на средства караимского общества нового здания для караимской синагоги на месте, занимаемом старым зданием, со стороны [Таврического] Губернского правления препятствий не имеется, с тем, чтобы план нового здания был представлен на рассмотрение и утверждение строительного отдела [Таврического] Губернского правления.
Вслед за этим симферопольский газзан И. М. Султанский обратился к гахаму С. М. Панпулову с просьбой разрешить сбор средств для постройки нового здания кенассы. Разрешение было получено, проект составлен, деньги собраны.
В оргкомитет по постройке кенассы, созданный на собрании караимской общины Симферополя в мае 1890 года, вошли видные представители караимской общественности города: И. И. Казас, Я. С. Майкапар, А. И. Пастак, Ш. В. Дуван, Я. А. Хаджи, А. Я. Прик, С. С. Исакович и другие. К возведению новой кенассы по проекту симферопольского городского архитектора, гражданского инженера Б. А. Зайончковского приступили в мае 1891 года. Церемония закладки в присутствии Таврического губернатора П. М. Лазарева проведена 23 июля 1891 года. Основным строительным материалом послужил бодрацкий камень, добываемый на берегах р. Бодрак. Вопреки караимской традиции ориентировать кенассы алтарём на юг, симферопольская кенасса из-за технических сложностей соблюсти обычай, направлена на юго-восток, что было одобрено гахамом и местной общиной. Здание вступило в строй в 1896 году. Стоимость постройки и внутренней отделки оценивалась более чем в 40 тысяч рублей. Кенасса была освящена в воскресенье 25 августа (6 сентября) 1896 года. На торжестве в том числе присутствовали: симферопольский уездный предводитель дворянства Н. И. Иванов, гахам С. М. Панпулов, газзан И. М. Султанский, редактор газеты «Крым» Н. Н. Балабуха, представители христианского духовенства, симферопольский раввин Ф. А. Перельман. Пресса тех лет так описывала интерьер новой кенассы:
Во всех украшениях, как внутренних так и внешних повторяется изображение двух скрестившихся треугольников, символ так называемой соломоновой печати [...] Внутреннее устройство очень красиво. Вверху алтарной стены тянется полукругом надпись из священного писания: «Слушай, Израиль, твой Господь Адонай Бог единый». На боковых стенах также имеются священные надписи.
В начале XX века настоятелем симферопольской кенассы был Б. С. Ельяшевич, создавший при ней духовный хор мальчиков.
В 1912 году на содержание кенассы из наследства А. М. Гелеловича было выделено 1000 рублей золотом.

## Советское и украинское время
12 октября 1922 года уполномоченные от караимов двадцать представителей общины (т. н. «церковная двадцатка») подписывают с Админоргуправлением НКВД договор о бесплатном пользовании кенассой. В январе 1930 года в связи с невозможностью дальнейшего содержания кенассы и её ремонта «двадцатка» обращается к местным властям с просьбой об аннулировании заключённого в 1922 году договора и передачи здания под караимский клуб. 5 марта 1930 года кенасса была закрыта, а в самом здании расположился караимский клуб, просуществовавший там до 1933 года.
В 1934—1935 годах кенасса была перестроена и частично лишена культового декора. С 1936 года в здании находилась редакция радиовещания Крымского телерадиоцентра.
Во время оккупации 1941—1944 годов в здании кенассы находился немецкий штаб.
В 1946 году караимской религиозной общиной города была предпринята неудачная попытка возврата здания. Решением Крымского облисполкома от 22 мая 1979 года № 284 кенасса внесена в реестр памятников архитектуры.
После распада СССР караимская религиозная община добивалась возвращения ей симферопольской кенассы. 7 октября 2012 года на третьем этаже здания, выделенном в сентябре того же года караимской общине города новым директором ГТРК «Крым» С. С. Гулеватым, было проведено первое за 82 года караимское богослужение по случаю Праздника кущей, инициированное Караимской религиозной общиной «Карайлар» и Крымской республиканской федерацией караимов. Молебен провёл И. Шайтан.
В 2013 году редакция радиовещания ГТРК «Крым» покинула кенассу.

## Современный период
Распоряжением Совета министров Республики Крым от 15 июля 2014 года № 667-р здание кенассы было передано в безвозмездное пользование религиозной организации «Симферопольская караимская религиозная община „Чолпан“». В октябре-ноябре того же года в одном из кабинетов первого этажа кенассы для проведения богослужений силами прихожан был сделан ремонт.
В 2016 году на средства Федеральной целевой программы началась реставрация кенассы.
Во время ремонтно-реставрационных работ не была восстановлена шестиконечная звезда на фронтоне здания, первоначальные деревянные двери с резьбой заменены новыми, с фасада демонтированы оригинальные оконные решётки, а также не восстановлены два купола на крыше здания.
Открытие кенассы после реконструкции состоялось 20 мая 2023 года.
Летом 2024 года произошло обрушение части карниза бокового фасада кенассы.

## Настоятели кенассы
| Имя                          | Годы служения | Комментарии                              |
| ---------------------------- | ------------- | ---------------------------------------- |
| Шаббетай Берахович Койчу     | 1895—1900     | исполняющий обязанности газзана          |
| Иосиф Моисеевич Кефели       | 1900—1904     | младший газзан                           |
| Юфуда Шелумиэлевич Безекович | 1905—1907     | старший газзан                           |
| Борис Саадьевич Ельяшевич    | 1909—1915     | младший (до 1913) и старший газзан       |
| Исаак Юфудович Ормели        | 1915—1928     | последний газзан симферопольской кенассы |

## В культуре
Макеты здания находятся в Бахчисарайском парке миниатюр и Алуштинском парке «Крым в миниатюре». В 2019 году представители общественной организации «Региональная национально-культурная автономия крымских караимов Республики Крым» обратились к руководству Бахчисарайского парка миниатюр с просьбой убрать с макета симферопольской кенассы изображение шестиконечной звезды, «так как в Симферополе, после реставрации здания согласно ФЦП, символ был убран».
Симферопольскую кенассу запечатлели в своих произведениях художники В. Г. Шевчук, Е. В. Бадусев и другие.

## Фотогалерея
- Аттик кенассы до реставрации. Под пятиконечной звездой проступали следы шестиконечной звезды
- Портал бывшей кенассы до реставрации
- Копия кенассы в парке Крым в миниатюре в Алуште